# Муханов, Алексей Ильич
Алексей Ильич Муханов (1753—1832) — бригадир, герой русско-турецкой войны, впоследствии действительный тайный советник, сенатор.

## Биография
Происходил из старинного русского дворянского рода, известного с XVI века и внесённого в дворянские книги Московской губернии. Родился в 1753 году, сын отставного полковника Конной гвардии Ильи Ипатовича Муханова (1724—1799) и Прасковьи Фёдоровны урождённой Сафоновой. Брат Александр — шталмейстер, казанский, полтавский и рязанский губернатор.
В военную службу был записан в 1762 году в гвардию. Явившись в строй, Муханов постепенно повышался в чинах и к началу русско-турецкой войны 1787—1792 годов был подполковником. В 1789 году за боевые отличия был произведён в полковники и 25 марта 1791 года был награждён орденом св. Георгия 4-й степени (№ 447 по кавалерскому списку Судравского и № 834 по списку Григоровича — Степанова)
За отличную храбрость, оказанную в сражении с турецкой армией на Кубани.
20 марта 1792 года он был удостоен золотого оружия с надписью «За храбрость».
Произведённый в 1793 году в бригадиры Муханов в следующем году перешёл на гражданскую службу и 1 января 1795 года назначен обер-прокурором 1-го департамента Сената, тогда же он был переименован в действительные статские советники.
24 февраля 1800 года Муханов был назначен сенатором и произведён в тайные советники, заседал в 8-м департаменте. С 1801 года он также был почётным опекуном Московского опекунского совета.
22 июля 1822 года получил чин действительного тайного советника. Скончался 23 января 1832 года, похоронен в селе Новинки-Круглышево Александровского уезда Владимирской губернии.

## Семья
Жена (с 1797 года) — княжна  Варвара Николаевна Трубецкая (1766—1813), внучка князей И. Ю. Трубецкого и А. С. Козловского. Дочь владельца села Ахтырка князя Николая Ивановича Трубецкого от брака с Татьяной Алексеевной Козловской. Во время войны 1812 года со всей семьей, опасаясь неприятеля, выехала в Казань. Там, не вынеся тяжелого пути, Варвара Николаевна скончалась в феврале 1813 года. Похоронена рядом с мужем в селе Новинки-Круглышево. В браке родились:
- Татьяна (1799—28.11.1859[1]), фрейлина, умерла от рака.
- Александр (1800—1834), полковник, камергер, умер за несколько дней до своего бракосочетания с Авророй Шернваль.
- Николай (1802—1871), сенатор, член Государственного совета.
- Екатерина (12.01.1804[2]—1856)
- Владимир (17 VI 1805—26 XI 1876)[3]
- Елизавета (25.05.1808[4]—1881), фрейлина.
- Прасковья (1811—1895)

|compact=1